# Клавиорганум
Клавиорганумът е музикален инструмент от групата на клавишните инструменти.
Той е бароков инструмент, комбиниращ чембало и малък орган в един инструмент.

## Устройство
Инструментите са конструирани с два или три мануала, а понякога и с комбинация от един мануал и педалиера. Органът и чембалото могат да се просвирват както заедно, така и поотделно.
Съществуват много и различни вариации на инструмента както по размер, така и по устройство. Повечето повтарят структурата на струнната кутия на клавесина, а тръбите на органа се монтират в долната част. Други, по-компактни разновидности, повтарят структурата на виржинала, а органът е регал.
Поради краткия си период на съществуване (само през 16 - 17 век), са произведени неголяма бройка инструменти, като са се запазили много малко от тях.